# John Robartes, 1:e earl av Radnor

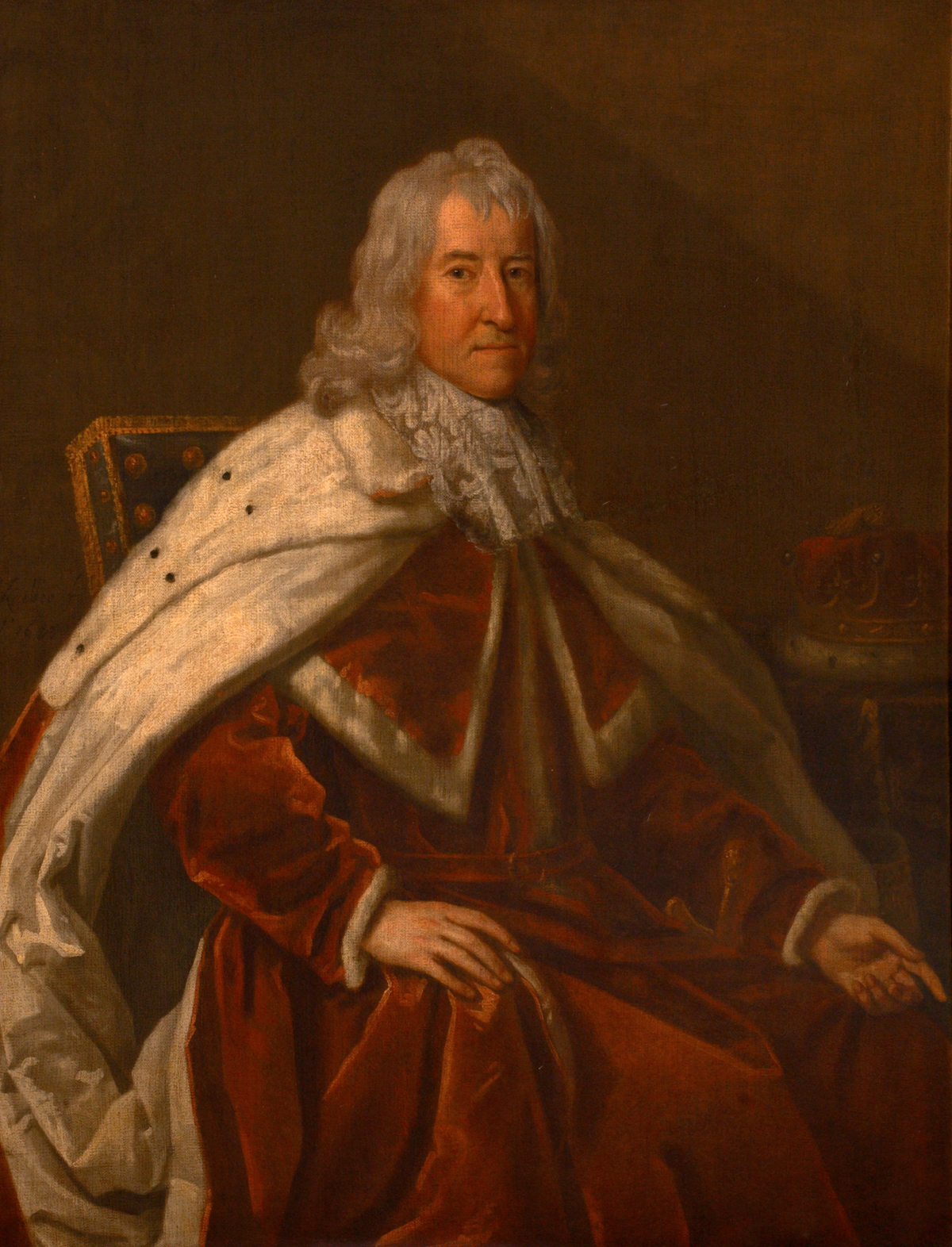
John Robartes, 1:e earl av Radnor, porträtterad av Godfrey Kneller.

John Robartes, 1:e earl av Radnor, född 1606 i Truro, död den 17 juli 1685 i Chelsea, var en engelsk politiker. Han var son till Richard Robartes, 1:e baron Robartes och farfar till Charles Robartes, 2:e earl av Radnor.
Robartes studerade vid Exeter College i Oxford. Hans fars vänskap med Robert Rich, 2:e earl av Warwick ledde till att han äktade dennes dotter Lucy. Förbindelsen medförde att han kom i kontakt med inflytelserika radikala predikanter. Övertygad om riktigheten av den mer kalvinistiska inriktningen som tidigare varit rådande inom engelska kyrkan, oroades Robartes av den arminianska inriktningen av Karl I:s religionspolitik och av kungens allt mer autokratiska styre. Han ansåg att Karl hade blivit vilseledd av dåliga rådgivare. 
Av den anledningen stred Robartes, som ärvt faderns barontitel 1634, på parlamentets sida, vilken han också såg som kungens, under inbördeskriget. Han stred med utmärkelse i slaget vid Edgehill den 23 oktober 1642 och i första slaget vid Newbury den 20 september 1643. Robartes uppskattade inte den vändning inbördeskriget tog under Cromwells ledning. Liksom övriga lorder som ställt sig på parlamentets sida blev han efter hand alltmer marginaliserad. 
Under åren mellan Karl I:s avrättning 1649, som han var emot, och restaurationen 1660 drog Robartes sig tillbaka från det offentliga livet. Efter 1660 blev han en framstående politiker, med inflytande bland presbyterianerna, och deltog i offentligheten som en av lord Clarendons motståndare. Robartes valdes till Fellow of the Royal Society 1666. Han angreps regelbundet (inte minst av Samuel Pepys) för att vara inkompetent, ineffektiv, arrogant och hetlevrad. 
Robartes var Lord Privy Seal 1661–1673, men utövade inte ämbetet efter sin återkomst från Irland, där han var lordlöjtnant 1669–1670. Han ägnade sig för en tid mest åt jakt. År 1679 återkallade Karl II honom till det offentliga livet för att motverka whigpartiets växande makt, ett parti som motsatte sig den romersk-katolske hertigens av York tronföljd. På grund av att han stödde Karls hållning att vilja se broderns som sin efterträdare blev Robartes lordpresident och upphöjdes samtidigt till viscount Bodmin och earl av Radnor. Han förblev lordpresident till 1684 och fortsatte att delta i överhusets förhandlingar till några veckor före sin död.